# Satélites de Tulancingo
Satélites de Tulancingo ist ein ehemaliger Fußballverein aus Tulancingo, der zweitwichtigsten Stadt im mexikanischen Bundesstaat Hidalgo. 

## Geschichte
Einer der Vereinsgründer war der ehemalige Fußballspieler und -trainer Cristóbal Olvera Ramos „El Relojes“. Die „Satélites“ waren zwischen 1979 und 1985 für insgesamt sechs Spielzeiten in der damals noch zweitklassigen Segunda División vertreten. 1985 verkauften sie ihre Zweitliga-Lizenz und schieden somit aus der Liga aus.